# Georgy Girl
Georgy Girl is een Britse romantische komedie-dramafilm uit 1966, geregisseerd door Silvio Narizzano. De film is gebaseerd op de gelijknamige roman uit 1965 van Margaret Forster. De hoofdrollen worden vertolkt door Lynn Redgrave (als Georgy), Charlotte Rampling, Alan Bates en James Mason. De film is voorzien van de titelsong "Georgy Girl" van The Seekers, die in sommige landen de topposities in hun hitlijst bereikte. De film werd viermaal genomineerd bij de 39ste Oscaruitreiking en Redgrave won daadwerkelijk een Golden Globe voor beste actrice in een komische of muzikale film bij de 24e Golden Globe Awards.

## Verhaal
Georgina is een 22-jarige vrouw uit Londen. Ze heeft muzikaal talent, een goede opleiding en een bittere charme. Ze is ook vindingrijk en houdt van kinderen. Ze vindt zichzelf onaantrekkelijk, kleedt zich slecht, is onzeker over flirten en heeft nog geen vriendje. Georgina's ouders zijn in dienst van de succesvolle zakenman James Learnington. De 49-jarige man heeft een harde en liefdeloze jeugd gehad, ziet Georgina opgroeien en is als een tweede vader voor haar. Als Georgina, die hij liefkozend Georgy noemt, is uitgegroeid tot een jonge vrouw, veranderen zijn gevoelens. Hij biedt haar een contract aan waarmee ze een luxe leven kan leiden als ze met hem trouwt.
Georgy weigert, Learningtons houding als zakenman laat haar onverschillig. Georgy's kamergenoot en beste vriendin is de oppervlakkige Meredith, die Georgy ziet als een onbetaalde helper. Als Meredith zwanger wordt van haar vriend Jos Jones, trouwen de twee. Jos is teleurgesteld in Meredith en begint een geheime affaire met Georgy. Meredith bevalt van een dochter, maar zorgt niet voor haar. Ook zij heeft geen interesse meer in Jos en is van plan het kind af te staan voor adoptie en te scheiden van Jos. Jos en Georgy blijven samen in het appartement en zorgen voor de baby, die Sara heet.
Al snel wordt duidelijk dat Georgy meer om het kind geeft dan om de relatie met Jos. Jos realiseert zich dat hij geen interesse heeft in het gezinsleven en verbreekt de relatie met Georgy. Nu Georgy het kind alleen opvoedt, hoewel er geen bloedbanden zijn, probeert de jeugdzorg het kind van haar af te pakken. Ondertussen is de vrouw van Learnington overleden. Nu kan hij zijn gevoelens over Georgina toegeven en doet hij haar een huwelijksaanzoek, dat ze accepteert. Ze wil het beste voor het kind en gaat een huwelijk aan dat wordt gekenmerkt door grote verschillen in leeftijd en achtergrond.

## Rolverdeling
| Acteur             | Personage                |
| ------------------ | ------------------------ |
| Lynn Redgrave      | Georgina "Georgy" Parkin |
| Charlotte Rampling | Meredith                 |
| Alan Bates         | Jos Jones                |
| James Mason        | James Leamington         |

## Ontvangst
De film ontving positieve recensies van critici. Op Rotten Tomatoes heeft Georgy Girl een waarde van 91% en een gemiddelde score van 7,10/10, gebaseerd op 11 recensies.

## Prijzen en nominaties
De film won zes filmprijzen en ontving zeventien nominaties, waarvan de belangrijkste:
| Jaar | Prijs              | Categorie                                      | Genomineerde(n)                            | Uitslag     |
| ---- | ------------------ | ---------------------------------------------- | ------------------------------------------ | ----------- |
| 1967 | Academy Award      | Beste actrice                                  | Lynn Redgrave                              | Genomineerd |
| 1967 | Academy Award      | Beste mannelijke bijrol                        | James Mason                                | Genomineerd |
| 1967 | Academy Award      | Beste camerawerk in zwart-wit                  | Kenneth Higgins                            | Genomineerd |
| 1967 | Academy Award      | Beste originele nummer                         | "Georgy Girl" – Tom Springfield & Jim Dale | Genomineerd |
| 1967 | BAFTA Award        | Beste Britse film                              | Silvio Narizzano                           | Genomineerd |
| 1967 | BAFTA Award        | Beste Britse actrice                           | Lynn Redgrave                              | Genomineerd |
| 1967 | BAFTA Award        | Beste Art Direction in zwart-wit               | Tony Woollard                              | Genomineerd |
| 1967 | BAFTA Award        | Beste cinematografie in zwart-Wit              | Kenneth Higgins                            | Genomineerd |
| 1967 | Golden Globe Award | Beste Engelstalige buitenlandse film           | Beste Engelstalige buitenlandse film       | Genomineerd |
| 1967 | Golden Globe Award | Beste acteur in een komische of muzikale film  | Alan Bates                                 | Genomineerd |
| 1967 | Golden Globe Award | Beste actrice in een komische of muzikale film | Lynn Redgrave                              | Gewonnen    |
| 1967 | Golden Globe Award | Beste filmsong                                 | "Georgy Girl" – Tom Springfield & Jim Dale | Genomineerd |
| 1967 | Golden Globe Award | Meest veelbelovende nieuwkomer – man           | Alan Bates                                 | Genomineerd |
| 1967 | Golden Globe Award | Meest veelbelovende nieuwkomer – vrouw         | Lynn Redgrave                              | Genomineerd |